# Římskokatolická farnost Potštát
Římskokatolická farnost Potštát je územní společenství římských katolíků s farním kostelem svatého Bartoloměje v děkanátu Hranice.

## Historie farnosti
Kostel svatého Bartoloměje za jihozápadním koutem náměstí se připomíná v roce 1408 jako farní, původně gotický, upravován postupně renesančně, barokně a pseudoslohově.

## Duchovní správci
Současným duchovním správcem (červen 2018) je jako administrátor excurrendo R. D. Mgr. Ing. Radomír Šidleja.

## Bohoslužby
| Kostel              | Místo   | Bohoslužba (den) | Hodina      | Poznámka     |
| ------------------- | ------- | ---------------- | ----------- | ------------ |
| svatého Bartoloměje | Potštát | neděle středa    | 11.00 17.15 | farní kostel |

## Aktivity ve farnosti
Ve farnosti se pravidelně̟ koná tříkrálová sbírka. V roce 2017 se vybralo 40 000 korun.